# San Giovanni della Malva in Trastevere
San Giovanni della Malva in Trastevere ou Igreja de São João da Malva em Trastevere é uma igreja de Roma, Itália, localizada no rione Trastevere, na piazza di San Giovanni della Malva. É dedicada a Imaculada Conceição e aos Santos João Evangelista e João Batista. Faz parte da paróquia de Santa Dorotea.
É a igreja nacional em Roma da comunidade albanesas desde 1 de agosto de 2004.

## História

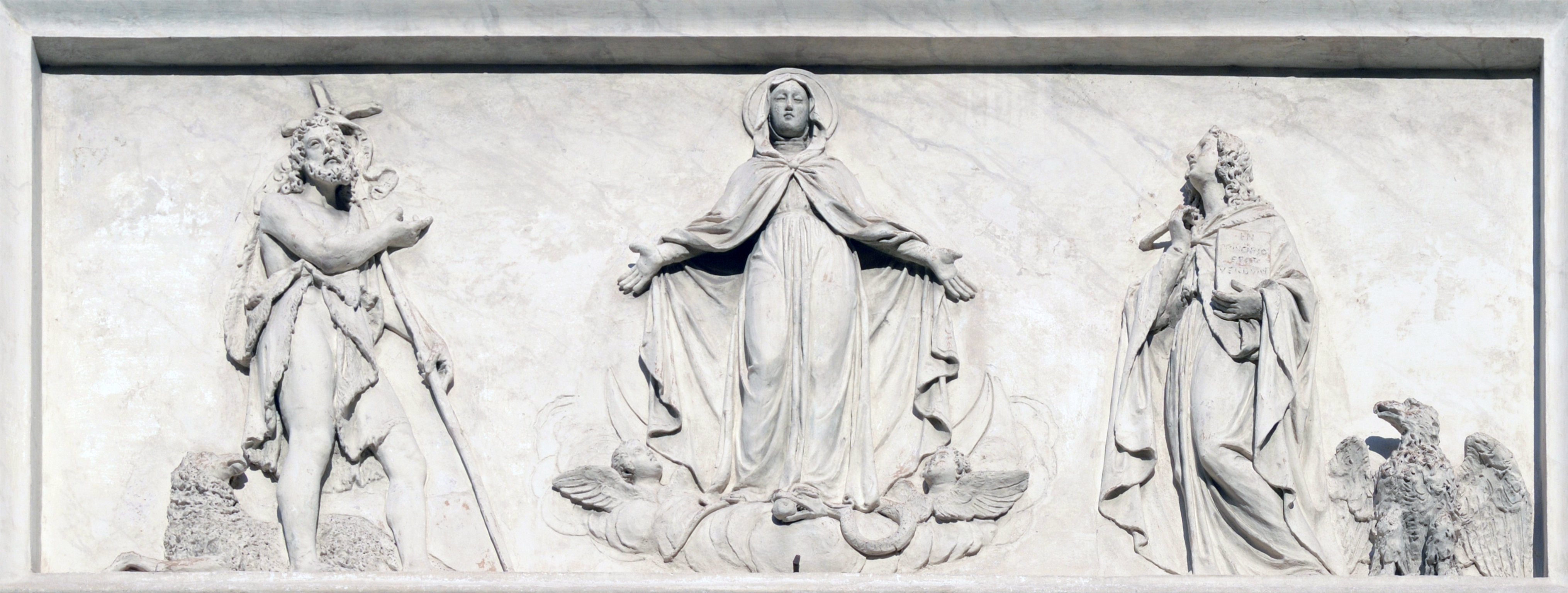
Escultura da fachada, localizada acima do portal: "Virgem Maria com os Santos João Evangelista e João Batista".

A igreja, muito antiga, foi construída na Idade Média. Apareceu nos registros pela primeira vez numa bula do papa Calisto II, de 1123, com o nome de "Sancti Iohannis prope portam Septimianam" ("junto da Porta Setimiana"). A partir do século XIV, passou a ser conhecida como "Sancti Iohannis ad Ianiculum" ("no Janículo"). O nome atual, atestado a partir de 1367, possivelmente deriva ou da planta malva, que crescia nas redondezas, ou de uma corruptela do nome "Mica Aurea ("areia dourada"), nome que, na época era dado a esta área do Janículo, hoje chamada de "Montorio". Além disso, em alguns catálogos, ela aparece com o nome "Sancti Iohannis mica aurea".
Em 1475, por ocasião do jubileu e da inauguração da Ponte Sisto, o papa Sisto IV mandou restaurá-la. Em 1818, a igreja medieval, já quase completamente arruinada, foi demolida e, em 1851, foi reconstruída uma nova, financiada por Pio Grazioli e com base num projeto de Giacomo Moraldi.

## Descrição
A igreja tem uma fachada tripartida e um tímpano triangular. Acima da porta está um baixo-relevo da "Virgem Maria com os Santos João Evangelista e João Batista", uma recordação de que esta igreja é dedicada à Imaculada Conceição e aos dois santos (como atesta uma inscrição no interior). Além disso, na fachada estão dois brasões, um cordeiro e uma águia, símbolos dos santos.
O interior apresenta uma planta em cruz grega (a igreja anterior era basilical, com uma nave e dois corredores) encimada por uma cúpula hemisférica. Antes da igreja está um átrio, acima do qual está uma galeria para os músicos (cantoria). Da antiga decoração interna não restou nada; estão expostas no local apenas óperas dos séculos XVIII e XIX de autores ignorados ou incerto. A principal é a peça-de-altar da "Madona com os Santos João Evangelista e João Batista".

## Galeria

Imagens da igreja
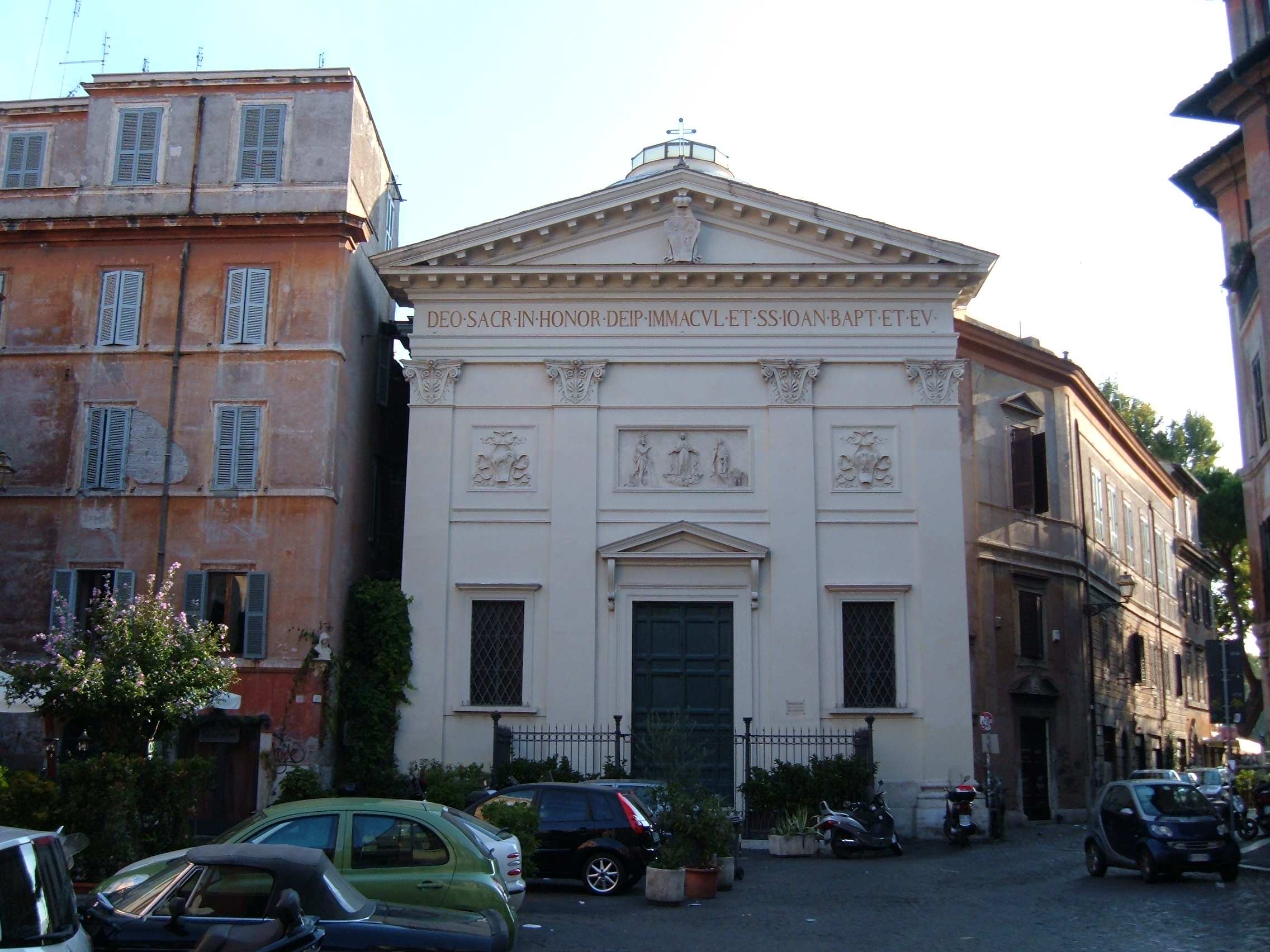
Vista do local.
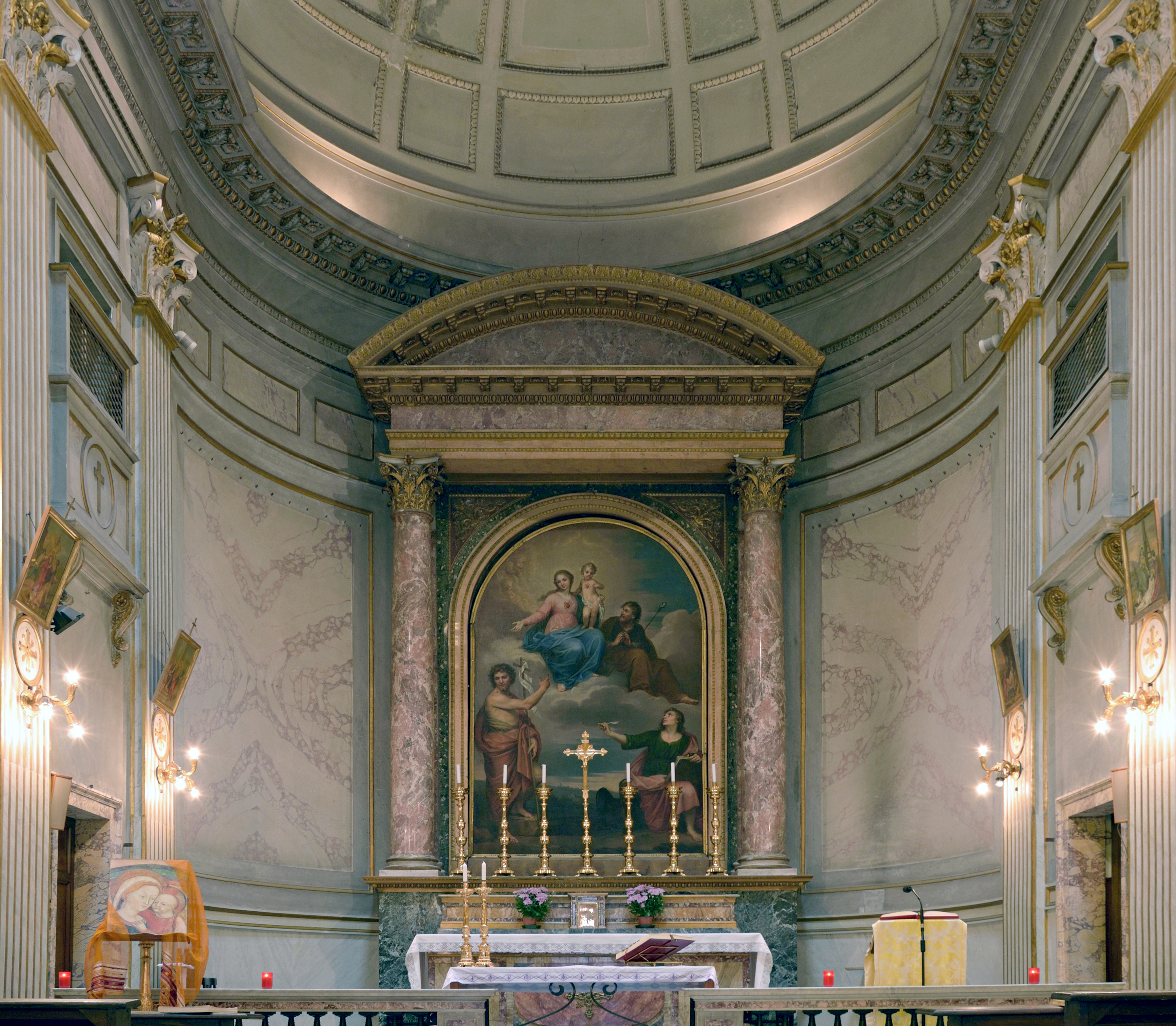
Altar-mor.
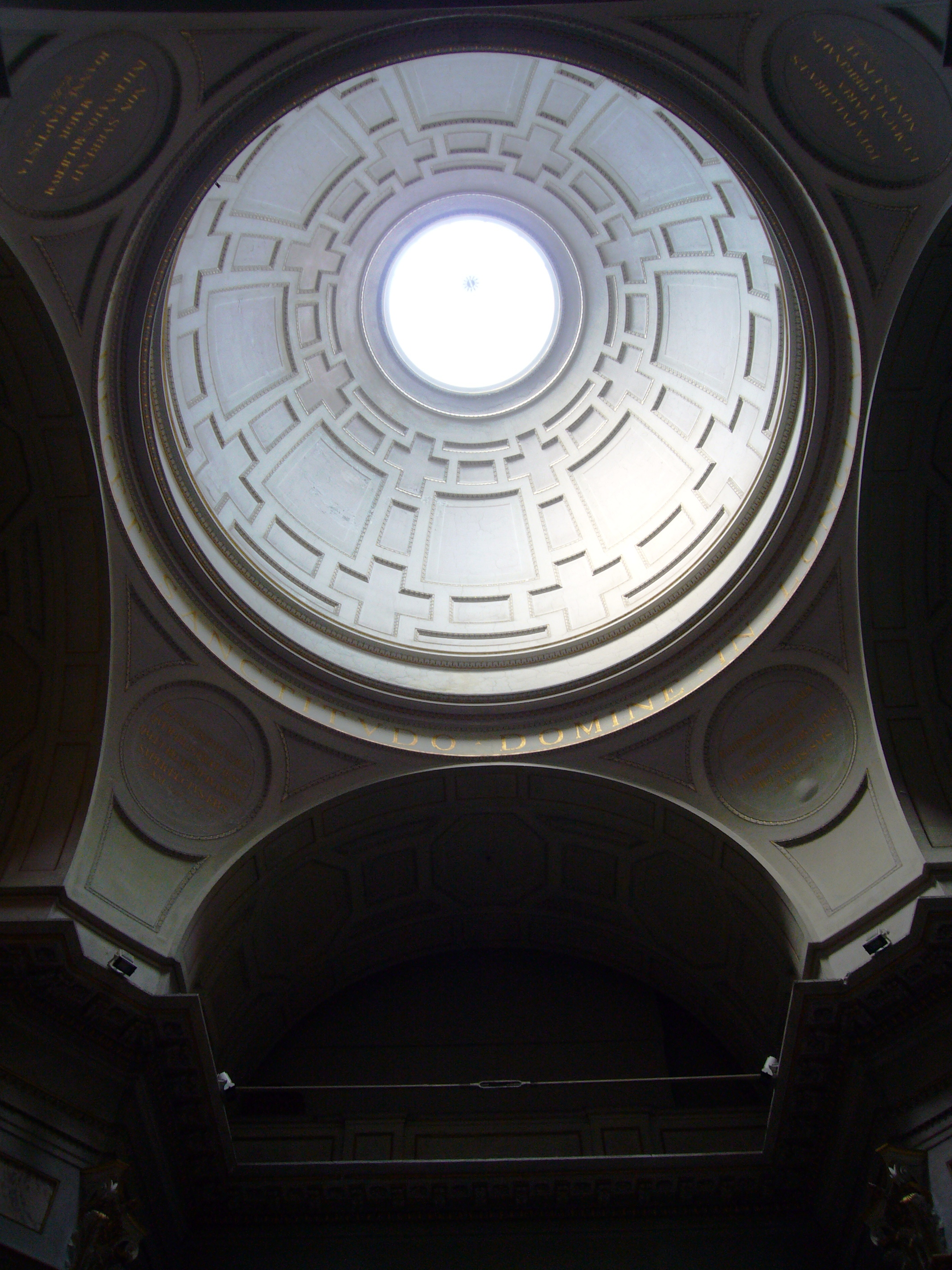
Interior da cúpula.